# Liste der Monuments historiques in Paizay-le-Sec
Die Liste der Monuments historiques in Paizay-le-Sec führt die Monuments historiques in der französischen Gemeinde Paizay-le-Sec auf.

## Liste der Bauwerke
| Bezeichnung        | Beschreibung            | Standort | Kennzeichnung | Schutzstatus | Datum | Bild |
| ------------------ | ----------------------- | -------- | ------------- | ------------ | ----- | ---- |
| Logis de Champagne | Herrenhaus, erbaut 1781 | (Lage)   | PA86000033    | Inscrit      | 2007  |      |

## Liste der Objekte
- Monuments historiques (Objekte) in Paizay-le-Sec in der Base Palissy des französischen Kultusministeriums